# Sadi Seghers
Sadi Seghers (Boom, 11 mei 1925 - aldaar, 20 augustus 2016) was een Vlaamse acteur.
Zijn bekendste rol is die van Pol in Lili en Marleen, een tv-reeks op VTM. Hij is een van de pioniers van de reeks. Pol is een vaste caféganger in café De Lichttoren en heeft gedurende 7 seizoenen meegespeeld (1994-1999, 2003).
Hij speelde gastrollen in Café Majestic (kaarter in de aflevering "De kaart van Willem", 2000), in Fc De Kampioenen (klant bij BTW in de aflevering "Totale uitverkoop", 2000), in De Kotmadam (eigenaar van hondje in de aflevering "Heldendaad", 2001) en in Hallo België (pseudo-rijkswachter in de aflevering "Ko vermist", 2004).